# Turboalbero

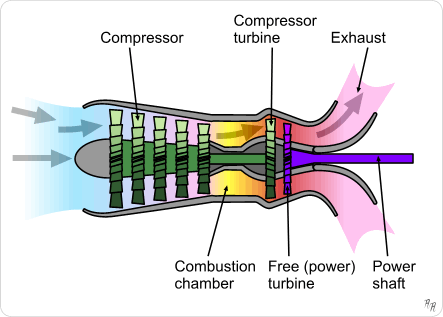
Schema di funzionamento di motore turboalbero

Il motore turboalbero è un tipo di turbina a gas, usato principalmente sugli elicotteri. Analogamente a un motore turboelica, a cui è per molti versi simile, questo tipo di turbina non viene usato per produrre spinta (come nel caso di un turbogetto), ma per fornire potenza a un albero. Tuttavia, mentre in un motore turboelica l'albero di trasmissione collega direttamente il motore a un'elica, in un turboalbero l'albero di trasmissione è in genere fisicamente separato dall'albero motore e, tramite una turbina aggiuntiva, converte l'entalpia dei gas caldi, espulsi dal motore, in potenza. Ciò permette all'albero di trasmissione di ruotare liberamente e a velocità indipendente dalla velocità di rotazione del motore.
Il primo vero motore turboalbero venne realizzato dalla Turbomeca, azienda francese fondata da Joseph Szydlowski.
Nel 1948 venne prodotta la prima turbina modello 782, che forniva 75 kW. Nel 1950 da questo modello venne sviluppato il più grande Artouste da 210 kW, che fu impiegato sull'Aérospatiale Alouette II e su altri elicotteri.
Analoghi sforzi, volti alla realizzazione di un turboalbero, vennero compiuti sia negli Stati Uniti, che in Gran Bretagna. Negli USA Anselm Franz, basandosi sugli stessi principi di semplicità che avevano guidato la realizzazione del motore a getto Junkers Jumo 004 in Germania, realizzò nel 1953 la turbina T53 della Lycoming Engines; a questa seguì la più grande T55. La GE Aviation realizzò un suo turbomotore con la serie del T58.
Oggi quasi tutti i turboalberi sono costruiti in due sezioni. La prima, la "sezione calda", comprende la gran parte del motore, mentre l'altra sezione è costituita dall'unità degli ingranaggi del rotore. Questa sezione può venire rimossa agevolmente, facilitando così la manutenzione della sezione calda.
Questa configurazione in due sezioni comporta dei motori leggermente più grandi del necessario, tuttavia, dati gli impieghi a cui essi vengono destinati, questa maggior grandezza non rappresenta un grosso problema.
Attualmente tutti i turbomotori vengono prodotti sia nella versione turboelica, sia in quella turboalbero, in quanto la differenza maggiore tra i due tipi di impiego è data dai sistemi accessori montati. La denominazione turboalbero, per quanto non più usata, rimane molto comune.